# Clearlooks

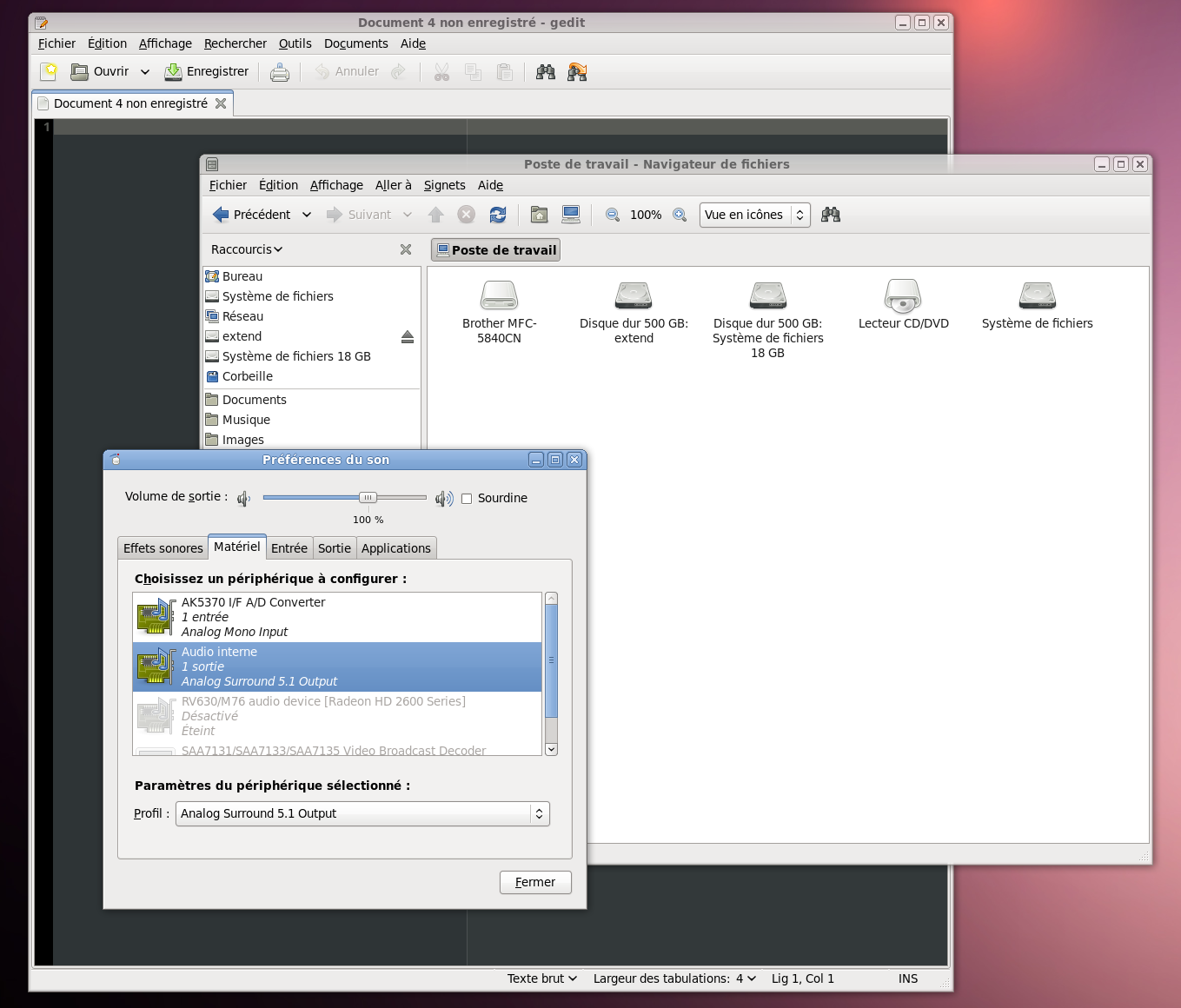
Esempio del tema Clearlooks 2.20 con varie applicazioni

Clearlooks è una libreria software grafica che funge da motore di temi grafici per le librerie GTK+.
È un toolkit widget (componente di una interfaccia utente di un programma), utilizzato dal desktop environment GNOME dalla versione 2.12 fino a GNOME 3 quando è stato sostituito da Adwaita. È basato sul tema Bluecurve di Red Hat.
Il theme engine (il motore di creazione temi) disegna e raffigura l'attuale widget (utilizzato in quel momento), e può essere configurato con 'argomenti' che possono invocare (richiamare) il motore dei temi con diverse configurazioni. Molti utenti hanno fornito altri temi cambiando colori e fornendo altri effetti visuali, che porta a molti temi derivati su siti come art.gnome.org e GNOME-Look.
I creatori del motore Clearlooks per le librerie Gtk sono stati Richard Stellingwerff e Daniel Borgmann; tuttavia, dal 2005 il motore di temi è sviluppato da GNOME, e attualmente gli sviluppatori sono Andrea Cimitan e Benjamin Berg.
La versione corrente di Clearlooks utilizza come backend Cairo; si appoggia cioè sulle librerie grafiche Cairo. Per le vecchie versioni è sufficiente usare le librerie software GDK per disegnare i widget.
Le versioni per Qt, dalle versioni 4.2 alla 4.4, utilizzano un porting di Clearlooks chiamato Cleanlooks per meglio integrarlo con le applicazioni GTK.